# Castello di Montalto in Chianti
Il castello di Montalto si trova nel comune di Castelnuovo Berardenga, ad est di Siena, in una zona conosciuta come "la Berardenga", un vasto territorio nella regione del Chianti in Toscana.
La maggior parte del castello è di origine medievale, con alcune parti precedenti l'XI secolo. Il fortilizio ebbe grande importanza strategica dal XIII al XV secolo per la sua posizione sul confine fra Siena e Firenze. Varie opere di restauro furono eseguite nel XVI e nel XIX secolo.

## Storia

### Prime notizie
La torre fu probabilmente eretta dai Longobardi nel VI o VII secolo, ma la parte principale del castello fu costruita verso la fine del primo millennio dai discendenti di Winigi, primo conte salico di Siena sotto i Franchi nel IX secolo, e di suo figlio Berardo dal quale la zona della Berardenga prende il nome. Troviamo frequenti riferimenti alla casata dei Berardenghi (discendenti da Berardo) nei vari documenti relativi a Montalto e alla zona circostante, e in particolare al vicino monastero di San Salvatore a Fontebona che fu fondato da Winigi nell'867 e in seguito ampliato dai suoi figli Ranieri e Berardo..
La notizia più antica che abbiamo sul maniero risale all'XI secolo, e suggerisce che a quel punto Montalto era già una comunità ben stabilita. Un censimento del 1202 conta più di 40 famiglie abitanti in quella corte (la quale includeva non solo il castello ma anche i terreni che gli appartenevano); ma numerosi documenti rogati a Montalto in un lasso di tempo di oltre un secolo, dal 1104 al 1212, registrano inizialmente donazioni e in seguito vendite di beni fondiari ad altri (incluso il monastero), forse segnali di difficoltà economiche per i Berardenghi signori di Montalto, indotti ad alienare immobili per ottenere denaro liquido.

### La battaglia di Montalto
Montalto dominava un'importante strada medievale che permetteva ad Arezzo e i suoi territori l'accesso al Mediterraneo, ed era di grande importanza strategica per Siena per via della sua posizione proprio sul confine fra i territori di Siena e quelli di Firenze ed i suoi alleati.
I fiorentini intendevano portare l'intera Toscana sotto il loro dominio; la repubblica di Siena, da parte sua, non solo voleva conservare la propria indipendenza, ma sperava anche di annettere il paese di Montepulciano che sovrastava la via Francigena, la grande arteria commerciale che dalla Francia conduceva a Roma. Di conseguenza, dal 1201 al 1553 Siena e Firenze furono perennemente in guerra, ed il castello di Montalto si trovava spesso coinvolto.
Di particolare rilievo è la cosiddetta battaglia di Montalto che ebbe luogo nel giugno 1208. I cronisti ci offrono rapporti a volte incongrui sulle cause iniziali del conflitto: uno storico narra che Siena aveva posto Montepulciano sotto assedio, e Firenze, intendendo venire in aiuto della città asserragliata, attaccò Montalto che era l'avamposto principale di Siena nella zona, spingendo Siena a tutelare la sicurezza del castello. Un altro asserisce che le truppe di Siena erano in cammino verso Montepulciano quando vennero sorprese e attaccate dai fiorentini nella zona di Montalto. Altri ancora raccontano semplicemente che le due città vennero alle armi a Montalto. Ad ogni modo, la cosa certa è che la conseguente battaglia fu feroce e devastante. Molti furono i caduti in entrambe le parti, ma Siena soffrì i danni più ingenti; Firenze catturò più di 1200 prigionieri, e il castello fu quasi interamente distrutto. Un cronista riferisce, tra le altre cose, anche le parole di scherno formulate dai fiorentini dopo l'esito dello scontro: "“Est factum planum Mons Altum nomine vanum”".
La fortezza subì danni considerevoli, e i Berardenghi fecero appello a Siena per contribuire ai lavori di rafforzamento delle mura. Siena, riconoscendo l'importante posizione strategica di Montalto, consentì a un prestito.

### La guerra infinita fra Siena e Firenze

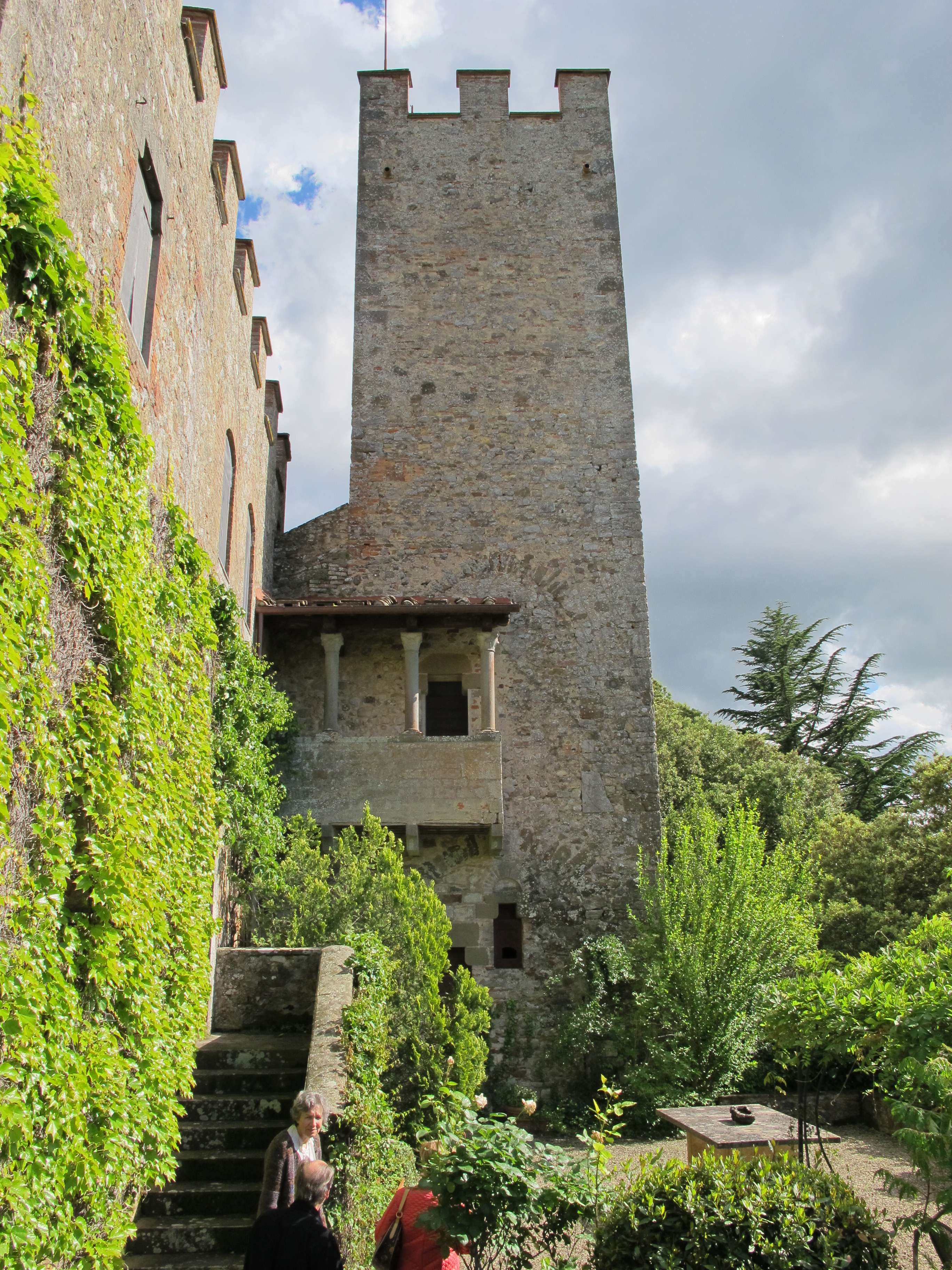
La torre del castello

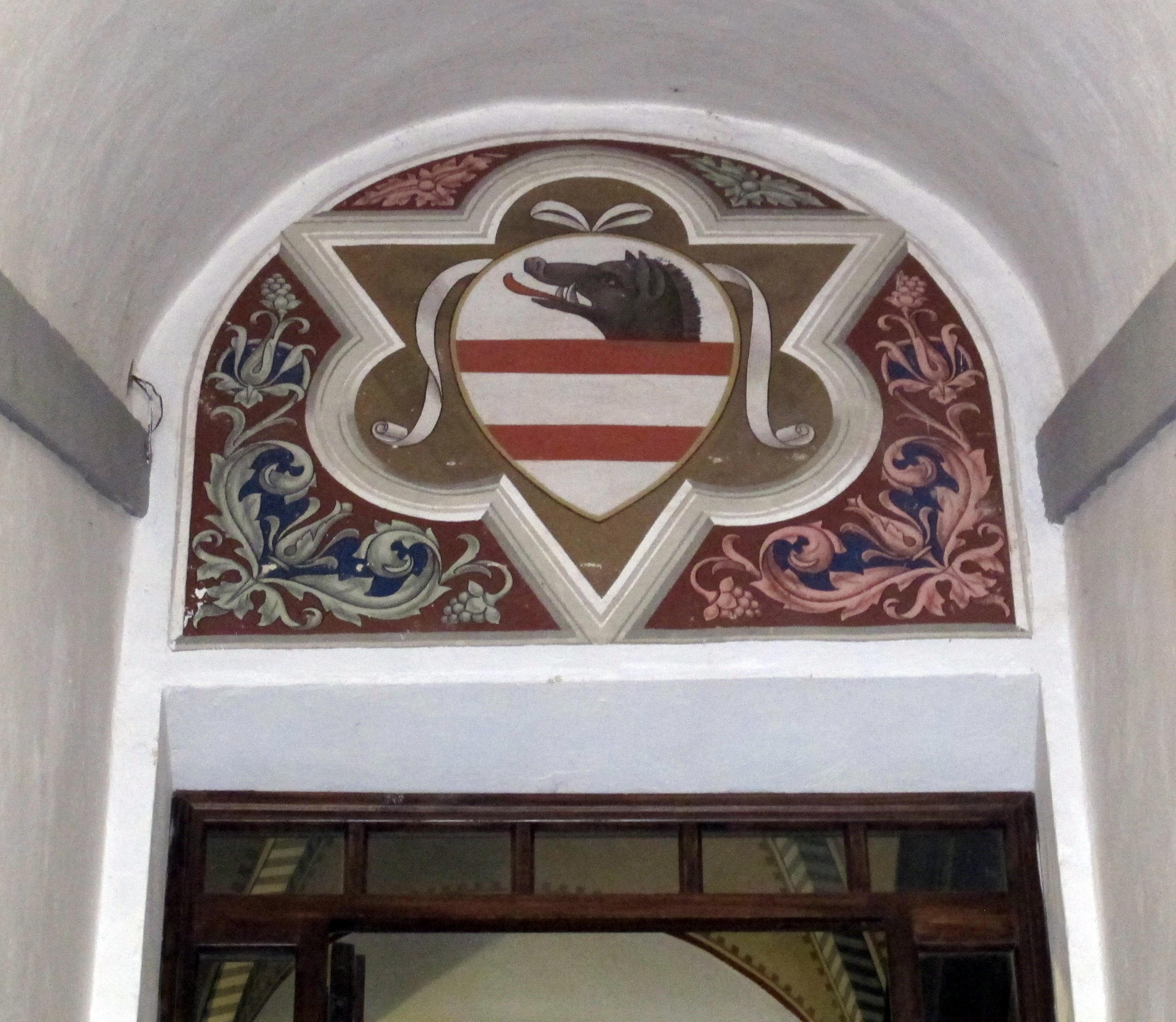
Lo stemma dei Palmieri in cima alla scalinata

Nel 1251 Firenze invase nuovamente il territorio di Siena. Questa inviò a Montalto e ad altre due fortezze del territorio una guarnigione di 200 uomini (fanti e cavalieri, ma anche truppe mercenarie) e vettovaglie per almeno 25 giorni, per prepararsi ad un'ennesima campagna militare. A questo punto la famiglia dei Berardenghi era già in declino, e il castello passò del tutto sotto il controllo di Siena.
Montalto fu al centro di varie altre battaglie, la maggior parte delle quali fra lo Stato fiorentino e la repubblica di Siena, ma anche da parte di mercenari inglesi e tedeschi (sia indipendenti che al servizio di Firenze) e, più tardi, anche francesi alleati con il re di Napoli Luigi I d'Angiò. In molti casi la zona della Berardenga non era l'oggetto diretto delle armate occupanti, ma era semplicemente un'ulteriore occasione di saccheggio lungo il percorso verso la loro ultima destinazione. Testimonianza di questi attacchi sono le ripetute richieste da parte degli abitanti di Montalto di un sostegno finanziario di Siena nella ricostruzione delle sue mura o altre fortificazioni.
Le condizioni sicure o meno nella regione venivano riflesse anche nella fluttuazione della popolazione castellana e delle sue terre. Un censimento eseguito nel 1278 per determinare la tassazione dei beni registra a Montalto solo 24 famiglie, invece delle più di 40 indicate nel 1202. Nel 1320, secondo un nuovo censimento, Montalto riporta 63 “unità fiscali”, sebbene non sia molto chiaro se il termine si riferisca a famiglie o a terreni. La peste nera del 1348 contribuì di nuovo allo spopolamento e al suo stato di abbandono, e un documento del 1422 indica solo 13 uomini ancora a Montalto; nel 1453 ce ne erano di nuovo 20.
Oltre agli aiuti finanziari, Siena in più occasioni mandò a Montalto anche truppe e munizioni (come si vede da documenti del 1402, 1431, 1452, 1478). Il castello fu capace di resistere a un assedio nel 1479, ma nel 1526 risulta nuovamente occupato dal nemico; nel 1529 era sede di una guarnigione da Siena. Queste ripetute battaglie e passaggi di proprietà danneggiavano i raccolti e consumavano risorse, e nell'insieme furono causa di grandi perdite sia per il castello che per i suoi abitanti.

### Lavori di restauro

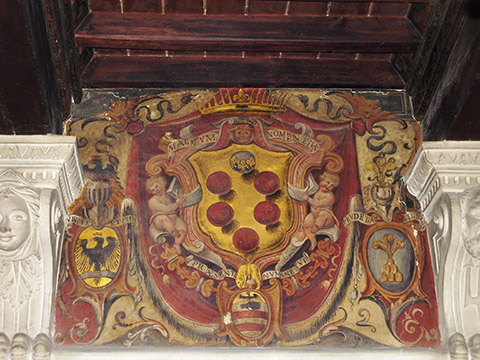
Il blasone della famiglia Medici, da un affresco sulla parte superiore delle pareti nella Sala d'Armi di Montalto

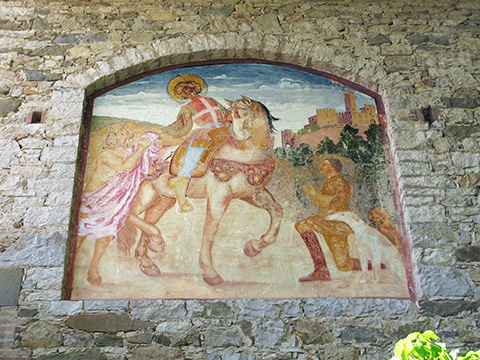
L'affresco sulla torre d'ingresso, dalla parte interna alle mura, raffigura san Martino che dona il suo mantello ad un mendico

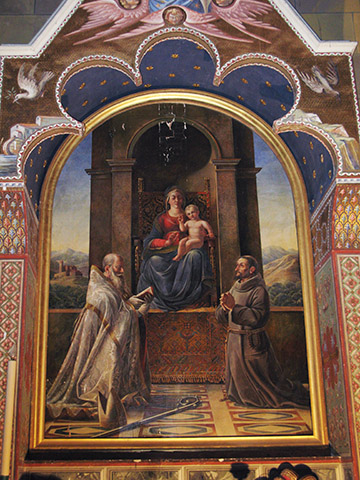
La pala d'altare della chiesa di San Martino fu posizionata nel 1853

Nel 1546, con Siena e Firenze ancora alle armi, messer Giovanni Palmieri non ebbe grandi difficoltà nel convincere il governo di Siena a cedergli Montalto con la promessa di difenderlo a spese proprie. I costi di ristrutturazione del castello sarebbero stati forti, certo, ma in cambio Palmieri otteneva una signoria indipendente.
Purtroppo la situazione non fu facile, almeno all'inizio. Nel 1553 Montalto fu occupato dagli eserciti dei fiorentini e dell'imperatore Carlo V d'Asburgo (alleato con Firenze), i quali lo diedero alle fiamme prima di proseguire verso San Gusmè. Ma con la sconfitta di Siena nel 1555, le ostilità fra Siena e Firenze cessarono e il castello finalmente ebbe un po' di tregua.
Montalto era gravemente danneggiato, ed anche i suoi vasti beni terrieri erano ormai inselvatichiti, incolti, e quasi del tutto abbandonati dai loro abitanti. Pure la chiesa di San Martino, secondo una visita pastorale effettuata dal vescovo di Arezzo nel 1567, risulta spoglia e disadorna, e non è presente neanche il sacerdote. Francesco e Scipione Palmieri (figli di Giovanni) cominciarono a restaurare il castello nel 1570-1572, e aggiunsero abbellimenti in stile rinascimentale, come ad esempio il portico lungo la facciata sul cortile. Anche la cappella fu oggetto di rifacimenti, e nel 1583 essa risulta intonacata e pavimentata (cosa, quest'ultima, alquanto rara al tempo), con un altare ben provvisto di arredi sacri; ma ora non era più una parrocchia autonoma, perché annessa a quella del vicino monastero. Affreschi rappresentanti le varie tenute legate al castello e scene di vita quotidiana nella tenuta furono aggiunti al salone fra il 1570 e il 1587. Montalto divenne la residenza di campagna dei Palmieri, la cui dimora principale era a Siena.
Durante i seguenti due secoli e mezzo ci sono poche informazioni sul castello. Uno studio demografico commissionato nel 1676 dal granduca di Toscana Cosimo III de' Medici segnala 7 fuochi (famiglie) per complessivi 50 individui di cui 32 maschi (esclusi gli stessi Palmieri). Il Catasto Leopoldino del 1830 registra a Montalto 5 poderi e vari appezzamenti di terreni adibiti a vigne, agricoltura e boschi.
Giuseppe Palmieri intraprese nuove opere di restauro nella metà del XIX secolo, nello stile neogotico che era diffuso a quel tempo. Le mura di difesa furono ricostruite e la torre fu rialzata ad una altezza simile a quella originale. La cappella fu rifatta all'interno delle mura e adornata nel 1853 da una pala d'altare in stile rinascimentale, ad opera dello stesso Giuseppe, che raffigura la Madonna con bambino affiancata da due santi e con il castello di Montalto visibile nel sottofondo.
L'opera di ristrutturazione fu completata nel 1908 dal figlio Antonio, a cui si deve anche la realizzazione della torre d'ingresso, impreziosita nella parte interna da un affresco sovrastante il tipico arco ribassato senese e raffigurante san Martino che dona il proprio mantello a un mendicante.

### Montalto oggi

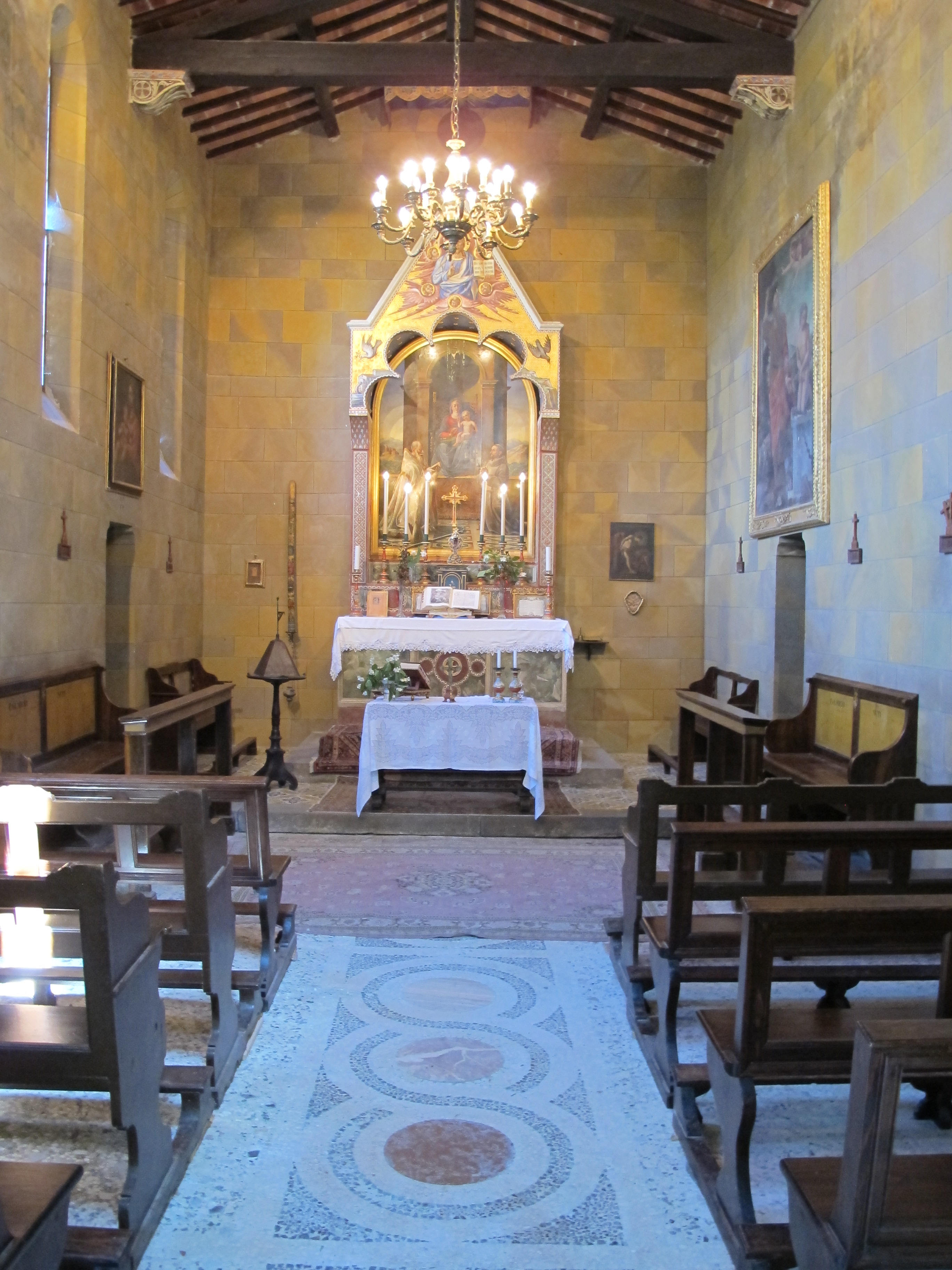
Cappella

Dagli inizi degli anni cinquanta e fino ai settanta, con l'agricoltura su bassa scala che diventava sempre meno redditizia in Italia, molti contadini cominciarono ad abbandonare le fattorie alla ricerca di lavoro più proficuo in città. Questo graduale esodo dalla campagna lasciò Montalto priva di sufficiente personale regolare per lavorare la terra, e il castello divenne un peso per gli eredi Palmieri. Nel 1970 le ultime eredi della casa Palmieri Nuti, Sobilia sposata a Don Gennaro Carafa Cantelmo Stuart, principe del Sacro Romano Impero e principe di Roccella, e sua sorella Vittoria sposata al nobiluomo generale Francesco d'Assisi Forquet, cedettero Montalto al cugino della prima, Giovanni Coda Nunziante, professore di economia agraria all'università di Napoli.
Sotto il Coda Nunziante e sua moglie Diana, Montalto vive una nuova fiorente stagione, non soltanto come villa e azienda agricola ma anche come struttura turistica. I terreni sono coltivati ad agricoltura biologica, e allo stesso tempo molte case coloniche, che erano rimaste abbandonate, sono state riorganizzate e adibite a dimore per vacanze da offrire in agriturismo.
Suggestiva, infine, anche la leggenda della Dama blu, amante del signore del maniero nei primi anni del XIX secolo, fatta uccidere presumibilmente dalla legittima consorte. Il suo teschio era conservato, fino a tempi recenti, in uno stanzino della torretta (poi fatto seppellire nel cimitero) e si dice che l'ipotetico spettro faccia sentire ancora l'inquietante ma benevola presenza sia di giorno che di notte.

### Agricoltura biologica
L'attuale tenuta, comprendente un'area di 270 ettari (circa 650 acri), è impiegata per due terzi a bosco; il resto del terreno è coltivato ad agricoltura biologica. Le coltivazioni principali sono il grano, il girasole, foraggere e colza, oltre ad una buona parte della superficie coltivata a olivo. Apicoltori locali usano i boschi di Montalto per la produzione del miele.
Per mantenere basso l'impatto ambientale non vengono utilizzati concimi chimici né fitofarmaci. Prodotti offerti al consumatore includono olio extra vergine d'oliva, miele, uova e una varietà di verdure a seconda della stagione.

### Agriturismo
I nuovi proprietari, pionieri in ciò che oggi viene chiamato agriturismo, hanno man mano rinnovato le case coloniche sia all'interno delle mura che intorno, offrendole in locazione a villegianti in cerca di pace e tranquillità nella bellissima campagna toscana ma senza sentirsi isolati dalle varie attrazioni turistiche della zona. Hanno installato bagni e riscaldamento, aggiornato gli impianti elettrici e idraulici, e arredato gli interni in stile classico. Il vecchio granaio è diventato una grande sala per feste e ricevimenti; sono stati aggiunti una piscina e un campo da tennis; e sono stati piantati fiori, alberi e altre piante decorative per ingentilire l'aspetto di questa fortezza che ormai non ha più una funzione di difesa. La chiesetta di San Martino è tornata in uso ed è ora testimone di vari matrimoni ogni anno. Le case-vacanze a Montalto variano da una a quattro camere, e inoltre un'ala del castello stesso è disponibile per i turisti.
Dopo la seconda guerra mondiale, il castello e i suoi cinque poderi restanti erano ancora dimora di più di 80 persone. Oggi solo i proprietari vi abitano tutto l'anno, mentre in estate sono ospitati più di 40 villeggianti.

## Architettura

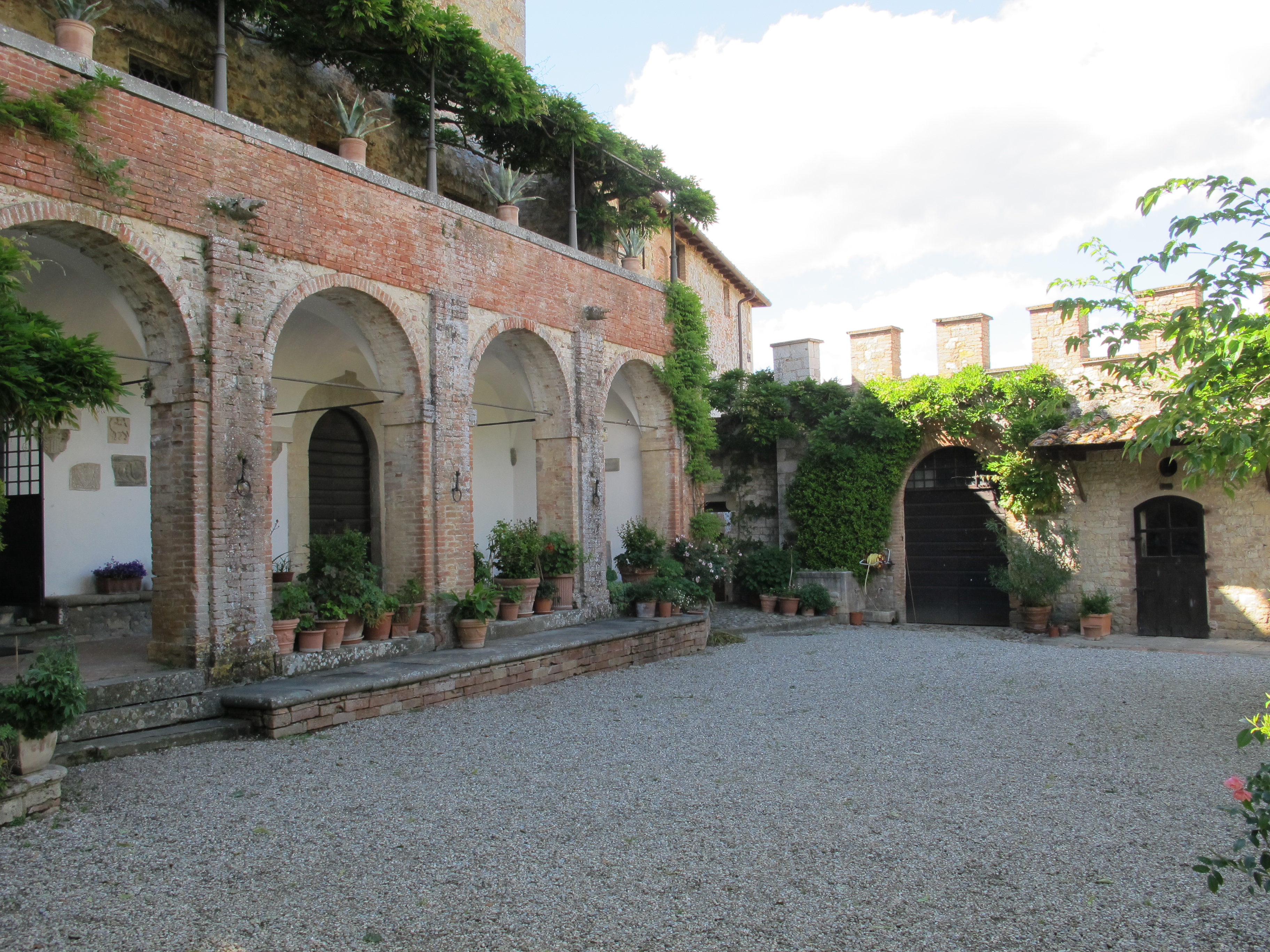
Cortile interno

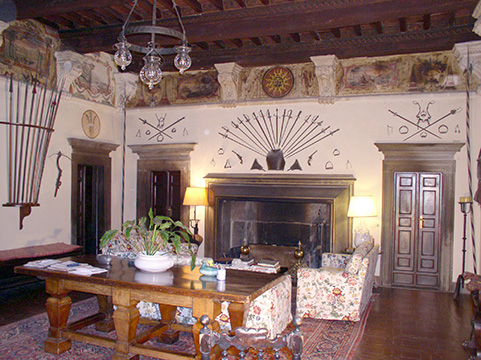
La Sala d'Armi, il salone centrale del maniero

Montalto si innalza su una collina sovrastante il torrente Ambra. Oltrepassando un grande arco sormontato da una torre con caditoie si accede al cortile interno con al centro un pozzo. Sulla destra si erge la chiesa dedicata a san Martino di Tours, e sulla facciata interna del torrione d'ingresso si trova un grande affresco che ritrae la famosa scena del Santo che offre il proprio mantello ad un mendicante.
Sul lato sinistro del cortile si apre un loggiato con quattro archi, dal quale si entra nella vasta Sala d'Armi caratterizzata da un grande camino e da una ricca collezione di lance, armature e armi sia bianche che da fuoco risalenti al XIV secolo e successivi. Negli spazi tra i capitelli che sorreggono le travi di legno del soffitto si osservano pitture che raffigurano stemmi gentilizi, scene di vita quotidiana (caccia, agricoltura) e i poderi che erano legati al castello nel XVI secolo.
I merli e le feritoie della torre di guardia con base a scarpa dimostrano il suo ruolo di fortezza difensiva sul confine fra le perenni rivali Siena e Firenze. Sei altri edifici completano il piccolo villaggio, ed il complesso è circondato da una cinta di mura in pietra e mattoni che nel corso dei secoli hanno subito numerosi rifacimenti.